# Chemosensitivitätstest
Chemosensitivität, auch -sensibilität, Gegenteil Chemoresistenz, individual tumor response testing ITRT, sind Begriffe für die Empfindlichkeit bzw. Unempfindlichkeit von Krebszellen gegenüber einem Chemotherapeutikum. Vor einer individuellen Krebsbehandlung sollen entsprechende Sensitivitäten oder Resistenzen mit In-vitro-Tests erfasst werden. Diese Tests sind derzeit noch Gegenstand der universitären Forschung und werden nur in Ausnahmefällen in der Klinik eingesetzt.

## Hintergrund
Auch wenn klinische Studien festlegen, welche Therapieform die beste für eine Patientengruppe ist, kann das individuelle Ansprechen eines konkreten Patienten bis heute erst nach Beginn der Chemotherapie ermittelt werden. Insbesondere solide Tumoren sprechen nur in 30 % der Patienten auf eine Chemotherapie an. Unwirksame Therapien sind teuer und belasten den Kranken mit toxischen Nebenwirkungen, haben aber keinen Nutzen. Außerdem können sie Resistenzen (cross resistance) gegenüber anderen Medikamenten bewirken. Nur selten tritt Chemoresistenz gleichzeitig für alle Medikamente bei einem Patienten auf. Die Schwierigkeit liegt somit darin, die wirksamen Substanzen auszuwählen. Dabei könnten Chemosensitivitätstests als Entscheidungshilfe dienen.

## Geschichte
In den 1870er Jahren experimentierten Ehrlich und Pasteur mit synthetisch und aus Mikroben hergestellten Substanzen. Sie beobachteten anschließend das Wachstumsverhalten von kultivierten Mikroben in Gegenwart dieser hergestellten Substanzen. Ehrlich prägte auch den Begriff der Chemotherapie und betonte die Notwendigkeit von Substanzen, die selektiv toxisch sind. 1950 veröffentlichten Black und Spear eine Untersuchung, in der sie das Ansprechen von Tumoren in vitro mit Hilfe eines Succinatdehydrogenase-abhängigen Farbreduktionstestsystems untersuchten. Dabei fanden sie heraus, dass ihr Testsystem gut in der Vorhersage von Resistenzen und schlechter in der Vorhersage von Sensitivitäten war. Aus diesem Testsystem entstand 1983 eine verbesserte Version mit einem Tetrazoliumsalz (MTT). Dieser MTT-Test wurde vom National Cancer Institute für dessen Programm zur Entwicklung und Entdeckung von Krebsmedikamenten benutzt, bis es durch das Sulforhodamine-B-Testsystem abgelöst wurde.
Der zweite wichtige Ansatz wurde von Puck und Marcus ebenfalls in den 1950er Jahren entwickelt. Sie benutzten ein Agar-basiertes Zellkultur-System, das präferentiell das Wachstum von transformierten Zellen unterstützt, während nicht-transformierte Zellen nicht proliferieren. Ihre Erkenntnisse führten bis 1977 zum Agar-basierten humanen Tumorstammzellen-Chemosensitivitätstest. Für diesen Test wurden verschiedene Bezeichnungen verwendet: clonogenic assay, human tumor stem cell (HTSC) assay, human tumor clonogenic assay oder auch colony forming assay. Der Test benötigte drei Wochen; bedingt durch seine Kompliziertheit war er nur in jedem zweiten Fall verwertbar.
In den 1970er und frühen 1980er Jahren machten es Szintillationszähler möglich, den Einbau von Tritium-markiertem Thymidin in sich teilende Zellen in Zellkultursystemen zu messen. Radioaktiv-markiertes Thymidin wurde schon seit den 1960er Jahren verwendet, um bakterielle Proliferation zu verwenden.
Die Kombination von Agarkulturen mit dem Thymidin-Einbau resultierte in der dritten Testgeneration, die in 85 % der Messungen, bei einer Testdauer von fünf Tagen, auswertbar war. Entwickelt wurde der Test von Kern und Kollegen an der Universität in Los Angeles (UCLA). Dieses Verfahren wird immer noch beim CTR-Test verwendet.
2015 konnte mit einem auf multizellulären Tumorsphäroiden basierenden Chemosensitivitätstest bei neoadjuvant therapiertem Brustkrebs für 95,5 % der Patientinnen ein wirksames Medikament identifiziert werden.
Weitere Tests messen durch Lumineszenz-, Fluoreszenz- oder andere Farbstoffe die Vitalität der Krebszellen. Hierzu gehören der ATP-Test [Kangas et al. (1984)], der DiSC-Test und Testsysteme, die die Farbstoffe Resazurin (Alamarblau) oder Fluorescein nutzen. Es wurde auch an Methoden gearbeitet, die spezielle intrazelluläre Ereignisse beim Sterben einer Zelle (Apoptose) auslesen könnten.

## Unterteilung
Das Deutsche Institut für Medizinische Dokumentation und Information (DIMDI) teilt die Testsysteme im 2012 aktualisierten Operationen- und Prozedurenschlüssel wie folgt ein:
1. Testsysteme, die die Zellproliferation messen (wie Clonogenic Assay, Sulforhodamin-B-Test, CTR-Test...)
2. Testsysteme, die die metabolische Aktivität der Zellen messen (wie MTT-Test, ATP-Test...)
3. Testsysteme, die die Vitalität der Zellen messen (wie DisC-Test)
4. Andere Testsysteme (Mausmodelle wie Hollow-Fiber-Assay, Human-Tumor-Xenograft, Orthotopic-and-Metastasis-Tumor-Models, Autochthonous-Models)

## Testschritte
Vier Schritte sind für alle Systeme bei der Durchführung gleich:
1. Gewinnung und Aufarbeitung von lebendem Tumorgewebe: Solide Tumoren müssen biopsiert und die darin enthaltenen Zellen anschließend vereinzelt werden. Die Vereinzelung geschieht mechanisch und enzymatisch. Je nach Testsystem werden Einzelzellsuspensionen oder Mikrotumoren (sogenannte Sphäroide) gebraucht. Leukämiezellen werden aus Blut oder Knochenmark, in der Regel mittels Dichtegradientenzentrifugation, isoliert.
2. Inkubation: Die Tumorzellen werden den Medikamenten einige Stunden bis Wochen, meist 4–6 Tage lang, ausgesetzt.
3. Auslesen: Abhängig vom verwendeten Testsystem (siehe oben) werden verschiedene zelluläre Eigenschaften gemessen.
4. Interpretation: Die ermittelten Daten müssen ausgewertet und für die Therapieentscheidung interpretiert werden. In den meisten Testsystemen werden die Medikamente dabei als „potentiell wirksam“ oder „unwirksam“ und gegebenenfalls noch in eine Zwischenstufe eingestuft.

Tumoren mit einer geringen Wachstumsrate (wie Brustkrebs) sind schwieriger zu testen als Tumoren mit einer höheren Wachstumsrate (wie das Ovarialkarzinom). Das Tumorgewebe darf nicht aus Nekrosen stammen und sollte rechtzeitig auf ein entsprechendes Nährmedium gelangen. Kontaminationen der Probe und des Nährmediums mit Mikroorganismen machen die Messungen unmöglich.

## Probleme
Da sich Konzentrationen und Halbwertszeiten von Medikamenten-Konzentrationen innerhalb eines Tumors erheblich unterscheiden, lassen sich in Tests kaum mit dem Körper vergleichbare Konzentrationen erzeugen. Es gibt darüber hinaus immense Unterschiede zwischen Patienten, die an derselben Tumorart leiden. In der Praxis stützen sich deshalb alle Testsysteme auf Blutplasmakonzentration und -halbwertszeiten. Diese werden entweder direkt als Konzentration (mit verschiedenen Verdünnungsstufen) im Test eingesetzt oder dienen zur Kalibrierung.
Komplizierter wird das Thema, wenn Medikamente als Prodrug verabreicht werden, die im Körper erst in das aktive Medikament verstoffwechselt werden (z. B. Cyclophosphamid). Für eine Testung muss entweder die aktive Form eingesetzt werden, oder man muss das Medikament zum Beispiel mit homogenisierten Leberextrakten aktivieren.
Die Testung von Kombinations-Chemotherapien ist wegen Synergieeffekten der Substanzen schwierig. Prinzipiell ist es möglich, Kombinations-Chemotherapien zu testen. Jedoch kann die voraussichtlich beste Polychemotherapie auch aus den im Test aktivsten Einzel-Medikamenten zusammengesetzt werden.

### Normalzelleinfluss
Tumorgewebe sind heterogene Verbände, die aus Fibroblasten, Mesothelzellen, Endothelzellen, nicht-transformierten normalen Stromazellen und Krebszellen bestehen. Ein zuverlässiger Test sollte lediglich die Wirkung der Medikamente auf die Krebszellen bestimmen. Dabei spielen jedoch auch die benachbarten Zellen eine wichtige Rolle für die Krebszellen. Es ist bekannt, dass diese Zellen das Wachstum der Krebszellen durch die Produktion von Wachstumsfaktoren und Zytokinen beeinflussen und auch dass die Wirksamkeit der Medikamente durch diese dreidimensionalen Strukturen verändert wird. Ein ideales Testsystem sollte versuchen, die Interaktionen zwischen den Tumorzellen untereinander und den benachbarten Zellen aufrechtzuerhalten, aber nur die Wirkung der Medikamente auf die Tumorzellen auszulesen. Der Clonogenic-Assay, der CTR-Test, der DiSC-Test und der ATP-Test nutzen alle eine Testumgebung, in der die Zellen nicht adhärieren können, so dass selektiv das Wachstum von Tumorzellen gefördert wird. In dieser Umgebung teilen sich die benachbarten Zellen nicht, behalten aber ihre Fähigkeiten, Zytokine und Wachstumsfaktoren zu bilden und so die Tumorzellen zu unterstützen. Der CTR-Test und DiSC-Test sind dabei im Verhältnis zum Clonogenic Assay und ATP-Test so entwickelt worden, die normalen Zellverbände (Sphäroide) beizubehalten.

### Tumorheterogenität
Tumoren bestehen oft aus unterschiedlichen Klonen, die sich in Bezug auf Antigenität, Proliferation, Differenzierungsgrad, Metastasierungsfreudigkeit etc. unterscheiden. Wenn Tumorgewebe von verschiedenen Stellen desselben Tumors auf Chemosensitivität bzw. -resistenz untersucht wird, findet man Unterschiede bei 20–30 % der untersuchten Medikamente und Patienten. Das bedeutet, dass die Testergebnisse bei soliden Tumoren nicht immer repräsentative Ergebnisse für alle Tumorzellen darstellen. Dies kann auch der Grund sein, warum es einfacher ist, Chemoresistenzen als Chemosensitivitäten vorherzusagen.

## Kostenübernahme
Die Tests sind bisher nicht in den medizinischen Leitlinien für die Behandlung von Krebspatienten aufgenommen. Gesetzliche und private Krankenversicherungen tragen die Kosten nicht, es sei denn, diese Untersuchungen werden von Krankenhäusern vorgenommen. Dann sind die Kosten in der Fallpauschale enthalten.